# Boliche nos Jogos Pan-Americanos de 2015 - Duplas masculinas
A competição do boliche em duplas masculino  foi um dos eventos do boliche nos Jogos Pan-Americanos de 2015, em Toronto. Foi disputada no Planet Bowl entre 22 e 23 de julho.

## Calendário
Horário local (UTC-4).
| Data        | Horário | Fase         |
| ----------- | ------- | ------------ |
| 22 de julho | 10:05   | Rodadas 1–6  |
| 23 de julho | 15:05   | Rodadas 7–12 |

## Medalhistas
| Ouro   | CAN Francois Lavoie e Dan MacLelland |
| Prata  | COL Jaime González e Manuel Otalora  |
| Bronze | USA Devin Bidwell e Tommy Jones      |

## Resultado
| Colocação         | Nacionalidade            | Atleta                           | Total     | Total geral | Notas |
| ----------------- | ------------------------ | -------------------------------- | --------- | ----------- | ----- |
| Medalha de ouro   | CAN Canadá               | Francois Lavoie Dan MacLelland   | 2677 2930 | 5607        |       |
| Medalha de prata  | COL Colômbia             | Jaime González Manuel Otalora    | 2574 2715 | 5289        |       |
| Medalha de bronze | USA Estados Unidos       | Devin Bidwell Tommy Jones        | 2521 2682 | 5203        |       |
| 4                 | MEX México               | Alejandro Cruz Mario Quintero    | 2601 2580 | 5181        |       |
| 5                 | VEN Venezuela            | Amleto Monacelli Ildemaro Ruiz   | 2662 2500 | 5162        |       |
| 6                 | CRC Costa Rica           | Rodolfo Madriz James Stanley     | 2543 2507 | 5050        |       |
| 7                 | DOM República Dominicana | Manuel Fernandez Alex Prats      | 2446 2527 | 4973        |       |
| 8                 | PUR Porto Rico           | Cristian Azcona Jean Pérez       | 2446 2519 | 4965        |       |
| 9                 | BRA Brasil               | Charles Robini Marcelo Suartz    | 2397 2529 | 4926        |       |
| 10                | ESA El Salvador          | Julio Acosta Giancarlo Mateucchi | 2262 2467 | 4729        |       |
| 11                | PAN Panamá               | Juan Narvaez Carlos Olmos        | 2286 2423 | 4709        |       |
| 12                | GUA Guatemala            | Armando Batres José Morales      | 2245 2310 | 4555        |       |
| 13                | ARU Aruba                | Bryan Helmeyer Jason Odor        | 2263 2238 | 4501        |       |
| 14                | ARG Argentina            | Ricardo Dalla Rosa Ruben Favero  | 2187 2176 | 4363        |       |